# Ferrarisia pavettae
Ferrarisia pavettae är en svampart som först beskrevs av Clifford George Hansford, och fick sitt nu gällande namn av Arx 1962. Ferrarisia pavettae ingår i släktet Ferrarisia och familjen Parmulariaceae.   Inga underarter finns listade i Catalogue of Life.